# (6518) Vernon
(6518) Vernon est un astéroïde de la ceinture principale.

## Description
(6518) Vernon est un astéroïde de la ceinture principale. Il fut découvert le 23 mars 1990 à l'observatoire Palomar par Eleanor Francis Helin. Il présente une orbite caractérisée par un demi-grand axe de 2,59 UA, une excentricité de 0,30 et une inclinaison de 13,8° par rapport à l'écliptique.

## Compléments